# John Asht
John Asht ist das Pseudonym eines deutschen Schriftstellers.

## Leben
Nach eigenen Angaben studierte er Völkerkunde und Religionsgeschichte, danach schrieb er sowohl Mystery-Thriller, historische Abenteuerromane als auch Essays und Aphorismen. Außerdem ist er Blogger und Mitglied im Verband deutscher Schriftsteller (VS).

## Werke
- Maag Mell – die Friedlichen Gefilde. Roder Verlag, Erlangen 2011, ISBN 978-3-940932-11-2.
- Twin-Pryx, Zwillingsbrut. Roder Verlag, Erlangen 2011, ISBN 978-3-940932-09-9.
- Burzenland – Land der Kriemhild-Nibelungen. Eine Chronik der Burdsassen in Sieben-Byrgen (Transsilvanien). Roder Verlag, Erlangen 2012, ISBN 978-3-940932-18-1.
- Walküre für Jan-X. Roder Verlag, Erlangen 2012, ISBN 978-3-940932-51-8.
- Quesis 1 – Gedankensplitter. 333 quersinnige Aphorismen. Roder Verlag, Erlangen 2012, ISBN 978-3-940932-49-5.
- Quesis 2 – Sprücheklopfer. weitere 333 Aphorismen. Roder Verlag, Erlangen 2013, ISBN 978-3-940932-44-0.
- Quesis 3 – Plappermaul. 3. Aphorismensammlung. Roder Verlag, Erlangen 2014, ISBN 978-3-940932-55-6.